# Gillian Rolton
Gillian Rolton (n. 3 mai 1956, Adelaide, Australia de Sud, Australia – d. 18 noiembrie 2017, Adelaide, Australia de Sud, Australia) a fost o sportivă ce a reprezentat Australia, medaliată olimpică. A participat la 2 ediții ale Jocurilor Olimpice (1992, 1996) în care a câștigat o medalie de aur.